# 気分安定薬
気分安定薬（きぶんあんていやく、mood stabilizer）は、激しい持続的な気分の変化を特徴とする気分障害、典型的には双極性障害の治療に用いられる精神科の薬である。ムードスタビライザーとも呼ばれる。
抗躁薬は、日本において抗精神病薬と抗躁薬にしか薬の分類が発達していなかった時代の名残で、一般に気分安定薬の語が用いられる。
英国国立医療技術評価機構（NICE）の2006年の臨床ガイドラインでは、気分安定薬の語には合意された定義がないため用いられない。
#有効性節で示されるように、薬の有効性が示されているといっても効果は限定的である。診療ガイドラインで最も推奨されているリチウムについて、2009年にもアメリカ国立精神衛生研究所所長のトーマス・インセルは「双極性障害は特に課題である。リチウムに反応する患者はわずかで、非常に多くの人にとって気分の変動を制御する薬が存在しない」と述べているとおりである。
薬は、日本の添付文書においてもいくつかの注意警告がある。まず、リチウムを除き、自殺関連の既往歴がある場合には、それを悪化させる可能性があるため慎重投与する旨が記載されている。次に、リチウムや抗てんかん薬では血中濃度が中毒域に達したり重篤な皮膚症状が生じる可能性、もしくは抗精神病薬による代謝異常の監視、またすべてにおいて内臓の障害の可能性が指摘されているため、適切な監視と投薬中止に関する旨が記載されている。また、相互作用で作用が増減される旨が記載されている。
つまり、特別な注意が必要で、有効性が限られている薬である。有効だという根拠は多くの場合、日本のうつ病学会によるガイドラインによれば、リチウム、抗てんかん薬、抗精神病薬のうち1剤によるものである。投薬は、危険性/利益の比率に基づいて考慮する必要があるが、日本のうつ病学会によるガイドラインは、2剤併用時の有効性についての少ない証拠も提示しているが、副作用発現率にまでは触れていない。
こういった基本事項を理解せず、どんどん薬を増やす医師が存在するため注意喚起がなされている。日本の精神科医は薬理学を不得意とすることが多いことが指摘されている。2010年にも、精神科領域の4学会が、向精神薬全般の不適切な多剤大量処方に対して注意喚起を行った。そのうえで、2012年にはリチウムでは過半数で適切な監視がなされていないことや、添付文書に記載された用量を超えての投薬によって起きやすい重篤な皮膚症状の症例が減少しないため、医薬品医療機器総合機構による注意喚起がなされている。個々の薬剤の用量が規定の用量であっても、多剤投与であれば、薬剤間相互作用により血中濃度が増加する。薬剤間相互作用についても、添付文書に記載されている。

## 歴史
リチウムは、1817年に、スウェーデンの化学者、ヨアン・オーガスト・アルフェドソンがスウェーデン沖合のペタル石からアルカリ金属を分離し、ギリシャ語の石（lithos）からlithiumを命名し、アルカリ性物質が痛風を治療するといった一連の医学的研究がなされた。うつ病（Depression）という語を医学的疾患名としてはじめて用いたランゲが、抑うつの患者にリチウムを試し、1881年には有効性を報告した。1949年にはオーストラリアのジョン・ケイドが医学誌において、躁病3名、統合失調感情障害7名にリチウムの症状を消失させたことを報告した。
1961年に、ガイギー社にての染料のイミノベンジル系のサマーブルーから、新しい三環系の化合物のジベンザゼピン系の一群が合成され、そのうちのG-32283が後のカルバマゼピンとなる。

フェノチアジンは、殺菌剤や精神科治療薬の基礎となる構造を持つ。
カルバマゼピン。
オクスカルバゼピン
初の三環系抗うつ薬のイミプラミン。イミノベンジルからカルバマゼピン以外に派生した物質の一例である[13]。

1962年にバルプロ酸の抗痙攣作用が報告され、 バルプロ酸ナトリウムが合成された。ベンゾジアゼピン系と同じくGABA受容体に作用すると考えられ、似たような特性を持つ物質の一群が合成され、ガバペンチンが市場に出ることになる。
1987年と1991年にアボット・ラボラトリーズ社が、ナトリウムイオンが1つ増えただけのバルプロ酸セミナトリウムの特許を申請した。1991年に躁病に対する有効性が示され、1995年2月6日にアメリカ食品医薬品局（FDA）の認可が下り、デパコートとして市場に出た。予防効果は示されていないが、アボット社は気分安定薬という言葉を広告に用い、論文における気分安定薬の語の使用が1995年から急増した。そして、再発が起こるたびに、再発しやすくなるという誤った喧伝が繰り返された。しかしながら、躁とうつの間隔が短くなるような傾向はもともと見られない。
このような喧伝の背景にあるのは、ロバート・ポストよる、てんかん発作に対する抗てんかん薬のキンドリング神話であり、徐々に刺激に対して敏感になっていく感作の理論を広げて、てんかん発作が感作によって起こりやすくなり、抗てんかん薬は感作の傾向を消化（クエンチ）するのではないかという仮説である。1500人以上の5年間の大規模なランダム化比較試験で、抗てんかん薬が後の痙攣を抑制しないことが実証されており、キンドリング神話はすでに崩壊しているとされる。
1993年代後半には、ガバベンチンの売り上げ13億ドルのうち、10億ドルが適応外用途からであったが、ランダム化比較試験により、気分安定化作用はわずかだと示され、訴訟が起きた。ほかの抗てんかん薬、ビバガトリン、チアガビン、トピラマートでも有効性に疑問があることが明らかになった。
2003年から2004年にかけて、グラクソ・スミスクライン社が抗うつ薬パキシルが子供で自殺リスクを高めるという研究を隠ぺいしていたことが話題になると、双極性障害の喧伝に切り替わっていった。うつ病には誤診されている双極性障害があるというような。イーライリリー社が、抗精神病薬のオランザピン（ジプレキサ）の適用を双極性障害へと広げようとし2004年に認可された。
ジプレキサは、先に1996年に統合失調症の適用で市場に出たが、服用後に糖尿病やほかの病気になったとの訴えがあり、2005年には8,000件の訴訟に対して7億ドル、2007年には18,000件の訴訟に対して5億ドル支払っている。抗精神病薬服用者の自殺・自殺企図率は2.2倍という報告がある。抗てんかん薬は、FDAの臨床試験の期間内で自殺・自殺企図率をてんかん患者でも精神疾患でも高めていることから、その旨の警告が記載された。

## 用途
双極性障害の治療に用いられ、気分安定薬は躁とうつの波を抑える。気分を安定化する薬はまた、境界性パーソナリティ障害と統合失調感情障害にも用いられる。

## 種類
「気分安定薬」の用語は、機序ではなくむしろ効果の説明である。より正確な用語がこれらの薬剤を分類するのに用いられる。
一般的に気分安定薬に分類される薬を挙げる。

### ミネラル
- リチウム（リーマス）
  - リチウムは最も古典的な気分安定薬であるが、優れた気分調節効果を持ち、自殺を含めた総死亡率を比較的大きく下げる[31]ことから、今なお第一選択薬として使用される。単純な物質であるため安価であることも特長である。一方で、治療量と中毒量の比が小さい（約2.0倍）という欠点を抱えており、安全・確実に効果を得るためには治療薬物モニタリングが必要とされる：0.6もしくは0.8-1.2mEq/L（あるいはミリモル）。服用者は脱水や誤薬による血中濃度上昇に注意する必要がある。中毒症状は吐き気、嘔吐、下痢および運動失調などである[32]。最も一般的な副作用は、傾眠と体重増加である。リチウム使用のまれな副作用は、視力障害、手のかすかな震え、少し体調が悪いと感じることである。一般に、これらの副作用はリチウムの治療開始から最初の数週間に生じる。これらの症状は用量の低減によって多くの場合改善できる[33]。
  - 過半数の患者でリチウムの血中濃度の監視がなされていないという日本での調査により、2012年9月に医薬品医療機器総合機構から注意喚起がなされている[9]。

### 抗てんかん薬
「気分安定薬」として説明される多くの薬剤は抗てんかん薬に分類されている。「抗てんかん気分安定薬」（"anticonvulsant mood stabilizers"）の用語は、時としてこれらの種類を指すのに用いられる。少なくとも、気分障害の治療に用いられている抗てんかん薬の大部分の機序の予備的理解であるが、しかし、このグループもまた、機序よりも効果によって定義されている。この種類の薬で双極性障害に用いられるものは、定期的な血液検査や重篤な皮膚障害の兆候の監視が必要になる。日本の不審死から検出されることが多い薬剤である。
2008年1月、アメリカ食品医薬品局（FDA）は、計43,892人から成る199の二重盲検の臨床試験を分析し、抗てんかん薬服用時の自殺年慮や自殺企図が2倍に高まる―精神科では1.5倍―ことを警告し、不安、興奮、攻撃性、敵意、躁や不眠といった自殺の前行動の監視を促している。分析に含まれた大部分の臨床試験の期間である24週間でのリスク評価が行われた。分析に含まれたのは、カルバマゼピン、バルプロックスナトリウム（デパコート）、ガバペンチン、ラモトリギン、トピラマート、レベチラセタム、プレガバリン、ゾニサミドほか計11の薬である。2009年4月23日、認可された抗てんかん薬すべてのラベルが変更された。
- バルプロ酸（デパケン、デパケンR）、ジバルプロエクッス・ナトリウム（デパコート）およびバルプロ酸ナトリウム （Depacon, Epilim）
  - 徐放性製剤（デパケンR、バルプロ酸徐放A錠）としても入手できる。使用に際しては、血中濃度の監視と共に肝機能と全血球計算（CBC）を監視すべきである。抗てんかん薬として長らく用いられており、気分安定薬としても日本国内で適応となって久しいが、あいにく双極性障害に対しての効果のエビデンスは弱い。
- ラモトリギン（ラミクタール）
  - 双極性障害に特に有効であり、またうつ病相の予防効果もある。通常の投与量は毎日100-200mgで、2週間ごとに25mgを増強できる[36]。極めて稀だが命にかかわる可能性がある副作用として、スティーブンス・ジョンソン症候群を引き起こすことがあるため、開始・増量直後は皮疹や粘膜疹の出現に注意しなくてはならない。低用量(添付文書上は25 mg/日)から徐々に増量することでスティーブンス・ジョンソン症候群の発生頻度を減らせるとされる。皮膚症状自体の発生頻度は、日本での統計では服用用量を遵守した場合に2.9%、承認された用量より多い場合には10.4%であったという報告があり、2012年1月には用量遵守についての注意喚起がなされた[10]。2008年の出版バイアスの調査で急性のエピソードや急速交代（ラピッド・サイクル）に有効性が見られなかった[37]。
- カルバマゼピン（テグレトール）
  - これも抗てんかん薬として長らく用いられてきた。カルバマゼピンは白血球数を下げるので、CBCを監視すべきである。治療域と中毒域が近いので、治療薬物モニタリングが必要とされる。カルバマゼピンは、2005年にアメリカ食品医薬品局によって双極性障害の治療に認可されたが、以前から広く用いられていた。日本ではラモトリギンに次いで重篤な皮膚障害が発生している[38]。
- オクスカルバゼピン（Trileptal）
  - オクスカルバゼピン（日本未発売）には双極性障害に対するFDAの認可はない。それでも、良好な忍容性で双極性障害の患者の約半分に有効であると思われる[39]。
- トピラマート（トピナ）
  - トピラマートには、双極性障害に対するFDAの認可はない。2006年のコクラン共同計画は、双極性疾患のどの周期中にも、トピラマートの使用の推奨のための証拠は不十分であると結論した[40]。
- リルゾール（英語版）（リルテック）
  - リルゾールには、双極性障害に対するFDAの認可はない。この薬は筋萎縮性側索硬化症(ALS、ルー・ゲーリック病)に用いられるが、双極性障害の治療のための潜在的な候補でもある。リルゾールは、いくらかの最近の気分および不安障害の研究で抗うつ薬の特性を示している。リルゾールは、Husseini Manji医師と仲間によって双極性うつ病に対して試験された。彼らは、14名の急性うつになった双極性患者に対して同薬と同時にリチウムを8週間にわたって投与した。躁に切り替わる証拠もなく著しい改善が見られた。「これら結果は、リルゾールが双極性うつ病の被験者に抗うつ作用があったかもしれないことを示唆している」とチームは述べている[41]。肝炎のような肝疾患の患者は特に注意深く、定期的な肝機能検査を含む安全の監視を行い監視すべきである。
- ガバペンチン（ガバペン）
  - ガバペンチンには、双極性障害に対するFDAの認可はない。一部の精神科医たちが処方し続け肯定的な報告がされているものの、よりエビデンスの質が高いランダム化比較試験はガバペンチンが双極性障害の治療に有効でないことを示唆している[42]。

### 抗精神病薬
- いくつかの非定型抗精神病薬（リスペリドン、オランザピン、クエチアピン、パリペリドン、およびジプラシドン（英語版））は気分安定作用[43]を持つため、一般に精神病症状のないときでも処方される。[43] 遅発性ジスキネジアや、体重増加や糖尿病といった代謝性の副作用がある。日本の不審死から検出されることが多い薬剤である[35]。

### その他
- またω-3脂肪酸は気分安定作用を持っているのではないかと推測されている[44]。偽薬との比較で、ω-3脂肪酸は、双極性障害のうつ症状の軽減（しかしおそらく躁ではない）に対して、既知の気分安定薬をよりよく増強できるように見える。ω-3脂肪酸単独の効果の証明のために追加の試験が必要とされる[45]。

### 併用療法
通常の診療において、単剤療法では、急性期および/あるいは維持療法に対して十分な効果ではなく、多くの患者が併用療法を受けている。非定型抗精神病薬とリチウムあるいはバルプロ酸のような併用療法は、躁病期と再発の予防において単剤療法を上回る効果を効果を示す。しかしながら、副作用がより頻繁となり、有害事象に起因する中止率も単剤療法よりも高くなる。

## 有効性
アメリカでアメリカ国立精神衛生研究所が出資した、4,361人の双極性障害の患者に対する大規模な試験であるSTEP-BD計画が実施され2005年に終結した。
STEP-BD計画における1,742人を対象とした1年後の追跡調査で、23%（409人）だけが気分エピソードを体験せず、1つ以上の気分エピソードは45%（782人）で、また32%（551人）が脱落していた。
STEP-BDにおいて、1,469人を同定して2年間追跡調査した分析がある。追跡の2年間の間に、双極性障害の8週間以上の兆候が2回以下であった場合を回復だと定義し、58.4％（858人）が回復の定義を満たした。そして、その858人のうち48.5%（416人）が再発し、内訳はうつ病エピソードが34.7%（298人）、躁、軽躁、または混合エピソードが13.8%（118人）であり、近代的な治療に関わらずうつ病のままであるということが示されていると解釈された。
STEP-BD計画において、抗うつ薬を使用した場合の急速交代（ラピッド・サイクル）の危険性が3.8倍であり抗うつ薬の使用の制限が示唆されている。またSTEP-BDにおいて、気分安定薬に抗うつ薬を補助追加しても偽薬と違いがなかった。
2009年のコクラン共同計画によるシステマティックレビューでは、維持療法ではオランザピン（ジプレキサ）よりもリチウムのほうが有効であった。

## 診療ガイドライン

### 双極性障害
|              | 躁病エピソード                                                          | 大うつ病エピソード（I型II型区別なし）           | 維持療法 |
| ------------ | ----------------------------------------------------------------------- | ----------------------------------------------- | --- |
| 最も推奨     | リチウムと非定型抗精神病薬の併用（中等度以上） リチウム（軽度）         |                                                 | リチウム |
| 推奨         | バルプロ酸 非定型抗精神病薬 バルプロ酸と非定型抗精神病薬の併用          | クエチアピン リチウム オランザピン ラモトリギン | ラモトリギン オランザピン クエチアピン リチウムまたはバルプロ酸とクエチアピンの併用 リチウムとラモトリギンの併用 アリピプラゾール リチウムとアリピプラゾールの併用 リチウムとバルプロ酸の併用 バルプロ酸 |
| 推奨されうる | 気分安定薬2剤以上の併用 気分安定薬と非定型抗精神病薬の併用 電気痙攣療法 | リチウムとラモトリギンの併用 電気痙攣療法       | ガルバマゼピン リスペンドン特効性注射剤（十分な心理教育を行ってもなお服薬不遵守の患者） 上記以外の気分安定薬同士、あるいは 気分安定薬と非定型抗精神病薬の組み合わせ 甲状腺ホルモン剤                     |
| 非推奨       | ラモトリギン トピラマート ベラパミルなど                                | 三環系抗うつ薬の使用 抗うつ薬による単独治療など | 抗うつ薬（特に三環系抗うつ薬）の使用 抗うつ薬単剤での治療など |

上記ガイドラインの双極性II型の薬物療法による維持療法は証拠に乏しく、薬物療法を行う目安は事例によるものの、重度のうつが頻出している場合や、I型の家族歴である。
生物学的精神医学会世界連合(WFSBP)の躁病急性期のガイドラインは、証拠が双極性I型に集中していることを報告している。

### 境界性パーソナリティ障害
日本の厚生労働科学研究事業による2008年のガイドラインでは、気分安定薬ではリチウムやカルバマゼピンに有効性はなく、ほかの医薬品の次善候補としてバルプロ酸ナトリウム（デパケン）やトピラマートが衝動性に対してある程度の効果が期待されるとされるが、過量服薬時に危険であることも指摘されている。境界性パーソナリティ障害の短期間の気分変動に対する有効性はない
英国国立医療技術評価機構（NICE）の境界性パーソナリティ障害に対する2009年のガイドラインは、自傷行為、情緒不安定、一時的な精神病的症状に薬物療法を用いるべきではなく、処方するとしても1週間以上は推奨できず、乱用の可能性が最小で、過量服薬時に相対的に安全な薬を選択するとしている。

## 抗うつ薬との関係
生物学的精神医学会世界連合(WFSBP)のうつ病急性期の治療ガイドラインは、抗うつ薬の使用や、気分安定薬と抗うつ薬の併用には信頼性の高い証拠が無いとしている。
多くの気分安定薬は単に「抗躁」剤で、躁病および気分の循環と移行の治療に有効であり、しかしうつ病の治療には有効ではないこと意味する。例外として、炭酸リチウムは躁とうつの症状の両方を治療する。一方で、バルプロ酸やカルバマゼピンのような抗躁剤は、リチウムが可能なようには直接にはうつを治療できず、躁から抜け出し気分が循環するのを予防して保つことによって、双極性患者のうつを防ぐのを助けると考えられている。
それでもなお、うつの相の期間に気分安定薬に追加で抗うつ薬がよく処方される。しかしながら、これはいくつかの危険性をもたらし、抗うつ薬は双極性患者に躁病、精神病、またほかの支障をきたす問題を誘発する—特に単剤で摂取した場合で、気分安定薬と併用した場合にも。うつ相の双極性障害を治療する抗うつ薬の有効性は未知である。
抗うつ薬が双極性患者に与えられた場合、いくつかの危険を招く。それらは急性の双極性うつ病と、再発予防には効果がなく、急速交代（ラピッド・サイクル）の原因になる。ほかの治療や偽薬と比べて抗うつ薬には恩恵がないことを研究は示している。抗うつ薬はまた非致死的な自殺行動の高い比率につながる。再発は抗うつ薬による治療にも相関する。これは抗うつ薬単独で用いるよりも、気分安定薬と抗うつ薬を併用する場合に少なくなるだろう。いくつかの以前の研究からの証拠が急速交代が抗うつ薬の使用に相関していることを示している。急速交代とは、双極性障害の人が1年以内に躁あるいはうつのような気分エピソードを4回以上経験した場合である。これらの問題は抗うつ薬の医薬品が広範な使用になってきて以来、広く認められるようになっている。抗うつ薬の医薬品で双極性患者を治療する際に、それらが引き起こす危険性に関して警告する必要がある。
ラモトリギン、カルバマゼピン、バルプロとその他の気分安定薬と抗痙攣薬の使用は、うつ病を促進する慢性的な葉酸欠乏症を引き起こす可能性がある。同様に、「葉酸欠乏症は、うつ病の危険性を増加させたり、抗うつ薬の作用を軽減する可能性がある」。L-メチル葉酸（正式には5-MTHFあるいはレボフォリン酸として知られる）は、3つの中枢神経系の神経伝達物質の合成を促進する中枢性トリモノアミン調整因子である：ドーパミン、ノルアドレナリンとセロトニン。気分安定薬と抗痙攣薬は葉酸の吸収とL-メチル葉酸の生成を阻害する可能性がある。Lメチル葉酸が増強された医療向け食品は、抗うつの神経伝達物質の合成を促進することで、リチウムと抗うつ薬を含むこれらの医薬品の抗うつ作用を向上させる可能性がある。

## 機序
たいていの気分安定薬は、最古で最も有名な気分安定化の薬であるリチウムの重要な例外を除いて抗てんかん薬である。
リチウム、バルプロとカルバマゼピンのようないくつかの気分安定薬の下流標的の候補はアラキドン酸カスケードである。

リチウムは、イノシトールモノフォスファターゼを抑制することで、イノシトールの産生を抑制することが主な作用機序とされている。バルプロ酸やカルバマゼピンも、リチウムと異なる機序でイノシトール枯渇作用をもつことが示唆されている。

## 薬物動態
気分安定薬は、他の精神科の薬との薬物相互作用を生じるものが多い。